# Comotechna corculata
Comotechna corculata är en fjärilsart som beskrevs av Edward Meyrick 1921. Comotechna corculata ingår i släktet Comotechna och familjen plattmalar. Inga underarter finns listade i Catalogue of Life.